# Kiskereki község
Kiskereki község (románul: Comuna Cherechiu) község Bihar megyében, Romániában. Központja Kiskereki, beosztott falvai Asszonyvására, Érkeserű.

## Népessége
A 2011-es népszámlálás adatai alapján a község népessége 2416 fő volt.